# Edel Therese Høiseth
Edel Therese Høiseth (ur. 27 stycznia 1966 w Skien) – norweska łyżwiarka szybka, srebrna medalistka mistrzostw świata.

## Kariera
Największy sukces w karierze Edel Therese Høiseth osiągnęła w 1996 roku, kiedy zdobyła srebrny medal podczas sprinterskich mistrzostw świata w Heerenveen. Rozdzieliła tam na podium Chris Witty z USA i Niemkę Franziskę Schenk. Był to jedyny medal wywalczony przez nią na międzynarodowej imprezie tej rangi. Była też między innymi piąta w biegu na 1000 m podczas dystansowych mistrzostw świata w Nagano w 2000 roku. Brała udział we wszystkich edycjach igrzysk olimpijskich w latach 1984-1998, najlepszy wynik osiągając podczas igrzysk w Lillehammer w 1994 roku, gdzie była ósma w biegu na 500 m. Wielokrotnie stawała na podium zawodów Pucharu Świata, odnosząc przy tym dwa zwycięstwa: 23 lutego 1996 roku w Roseville i 30 stycznia 2000 roku w Calgary była najlepsza na 1000 m. Najlepsze wyniki osiągnęła w sezonach 1995/1996 i 1999/2000, kiedy zajmowała drugie miejsce w klasyfikacji końcowej 1000 m. Ponadto w sezonach 1985/1986 i 1986/1987 była trzecia klasyfikacji końcowej 500 m.